# Palais Tajbeg
Le palais Tajbeg est un palais construit dans les années 1920 et situé à environ 16 kilomètres à l'extérieur du centre de Kaboul, en Afghanistan.
Le président afghan Hafizullah Amin y est assassiné le 27 décembre 1979 lors de l'opération Chtorm-333 pendant la guerre d'Afghanistan. Il sert ensuite de quartier-général à la 40e armée soviétique.
Ensuite tombé en ruines, il est reconstruit en 2021,.

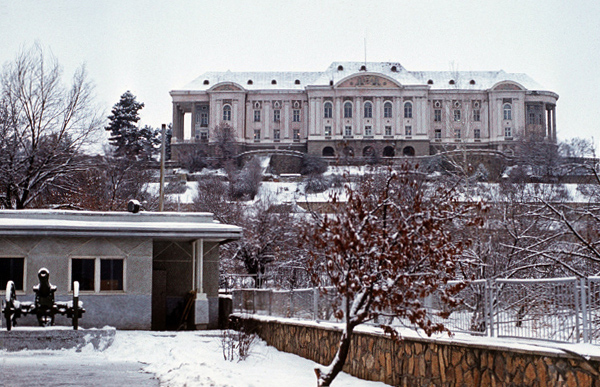
Le palais Tajbeg photographié par Mikhaïl Evstafiev en 1987.
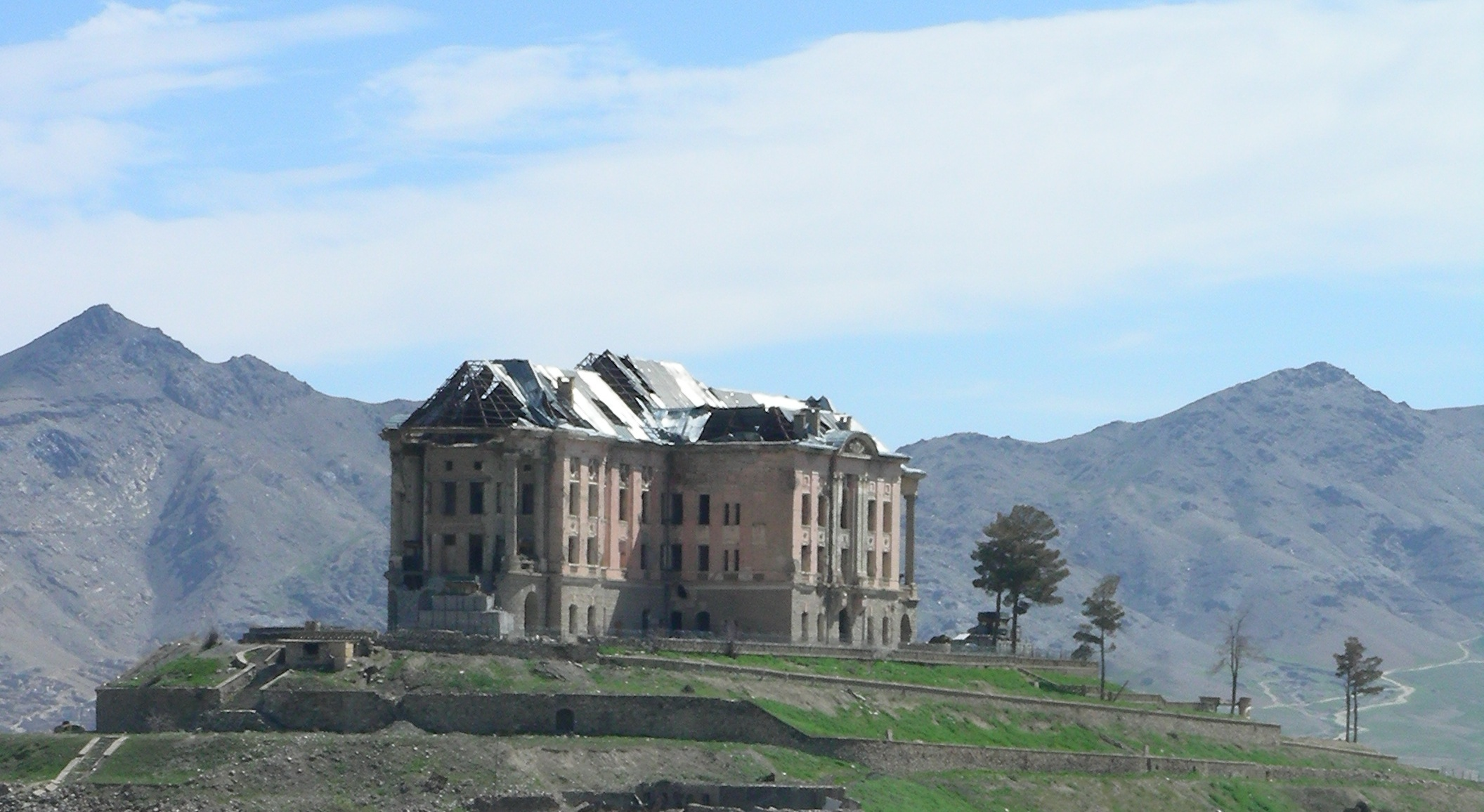
Le palais Tajbeg abandonné en ruine.
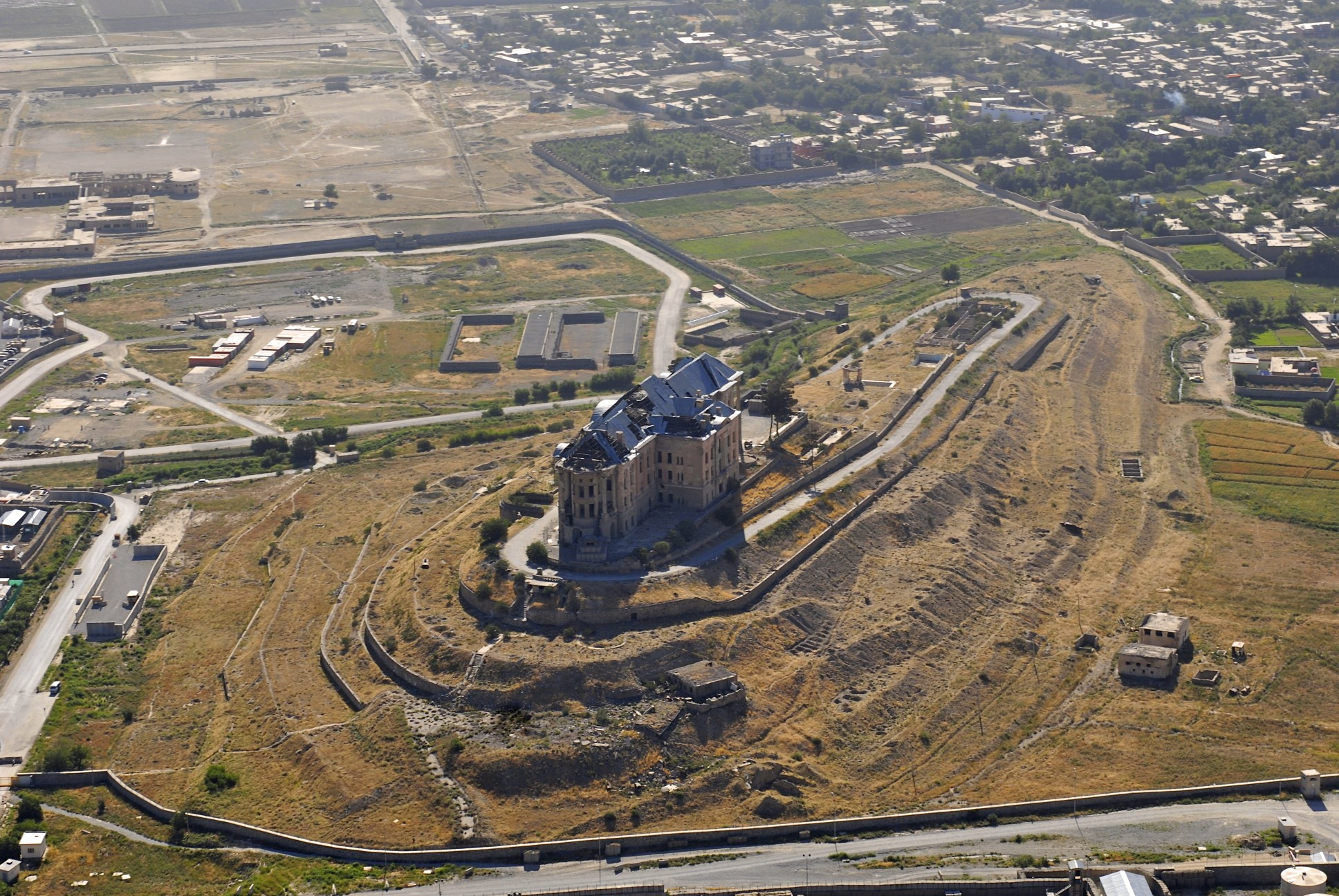